# シュテンメン
シュテンメン (ドイツ語: Stemmen) は、ドイツ連邦共和国ニーダーザクセン州のローテンブルク（ヴュンメ）郡に属す町村（以下、本項では便宜上「町」と記述する）で、ザムトゲマインデ・フィンテルを構成する自治体の一つである。

## 地理

### 位置
シュテンメンは湿地に位置し、それ以外はほぼ農業用地となっている。

## 歴史
シュテンメンは1250年に初めて文献に記録されている。これはザムトゲマインデ内で2番目に新しい町にあたる。

## 行政

### 議会
この町の町議会は9議席からなる。

### 紋章
シュテンメンの町の紋章は金地で、青い波帯が向かって左上から右下にこれを分割している。上側には5つの緑色のドングリ、下側には黒いクロライチョウが描かれている。5つのドングリは、この町に属すシュテンメン、ネッダーフィー、ドライハウゼン、シュテンマーフェルト、ローターモーアの5つの集落を示している。クロライチョウはこの町がリューネブルガー・ハイデ辺縁部の湿地に位置している。

## 文化と見所

### 建造物
郷土協会は、特別に重要な建造物として旧消防署や歴史的な羊小屋を復元、修復している。

### 自然
紋章に描かれているクロライチョウは70年代の初めに泥炭採掘のために駆除されるまで、この地域に棲息していた。やがてツルやエジプトガン、ダイシャクシギといった生物が境を接するティステ湿地から移り棲んだ。アライグマやタヌキも見つかっている。シュテンメンは「我らの村に未来はある」コンテストの郡大会で何度も選出されており、州大会に参加している。

### 年中行事
古典的な射撃祭や収穫祭の他、クリスマス市、Umbüddeln、様々なスポーツ行事が行われる。

## 経済と社会資本

### 店舗
家具製造販売や理髪店といった古典的な店舗の他に、陶器屋やパン屋がある。

### 教育
- シュテンメン基礎課程学校

### 消防
この町には100年以上の伝統を持つ自衛消防団がある。

## 引用
1. ↑  Landesamt für Statistik Niedersachsen, LSN-Online Regionaldatenbank, Tabelle A100001G: Fortschreibung des Bevölkerungsstandes, Stand 31. Dezember 2023